# Девіаційна вежа
Девіаційна вежа — об'єкт у вигляді круглої виступаючої з води на кілька метрів залізобетонної вежі, який знаходиться посеред Дніпра, неподалік від Південного моста й Осокорків, на території Державного заказника Жуків острів. Це об'єкт з'явився на річці в 1983 році.

## Будівництво вежі
Її призначення відомо одиницям, тому вежу тут же охрестили вогневою точкою часів Другої світової війни, входом в сталінські тунелі, виведенням з кесона сталінських тунелів і ще бозна-чим.
Раніше Девіаційна вежа знаходилася на місці нинішнього Південного моста, але у 1983 році, у зв'язку з його будівництвом її перенесли подалі, витративши на це близько двох мільйонів радянських рублів. Будували її з монолітного бетону, намагаючись застосовувати мінімум залізних конструкцій зі зрозумілих причин.

## Чим цікава вежа
Об'єкт має форму циліндра. На його стінах є спеціальні сходи. Інша  частина вежі зроблена з бетону. Тож це дуже цікаве місце для водного маршруту. До речі, піднявшись на об'єкт можна виявити гнізда чайок.
Насправді це, якщо говорити мовою моряків, пал — місце, де налаштовують корабельні компаси. Багато дачників на Осокорках і відпочивальники на теплоходах часто можуть спостерігати дивну картину — різні кораблі іноді пришвартовуються до башти або роблять навколо неї кілька кіл.
Таким чином усувається похибка корабельних компасів, яка називається магнітною девіацією. Виникає вона через тиск великих мас металу, які оточують компас або через магнітне поля Землі.
Кожне судно зобов'язане раз на рік усувати похибки в роботі свого магнітного компаса, а так як Київ знаходиться на стику двох водосховищ, то будь-яка помилка в навігації може призвести до трагічних наслідків. Навіть ті кораблі, які оснащені за останнім словом техніки, зобов'язані проходити цю процедуру. Адже електроніка мало того що може вийти з ладу, так ще й електрика може пропасти — тоді надія залишається тільки на компас.
Налаштовувати компас вміли ще північні моряки-помори і стародавні фінікійці, які використовували для цього власноруч виготовлений прилад з кістки мамонта.
Наблизившись до башти, можна побачити залізні сходи й сходинки нагорі, де знаходиться залізна основа призначена для швартування кораблів.
Налаштування компаса судна відбувається наступним чином: за допомогою спеціального обладнання девіатор звіряє показання компаса з координатами вежі і налаштовує його на правильні показники в разі відхилень. Після цього девіатор виписує судну довідку і ставить «мокру печатку» — без цього документа корабель у плавання відправитися права не має. Зараз в Києві залишився всього лише один фахівець-девіатор, а на всю Україну їх навряд чи набереться з десяток.
Процес девіації можна спостерігати любителям байдарок. До речі, цю картину можуть побачити і деякі дачники.
Крім того, на верху башти, якщо туди піднятися, можна зробити відмінні фотографії. Тільки робити це потрібно дуже акуратно.
Девіаційна вежа у Києві має стати об'єктом культурної спадщини та увійти до Державного реєстру нерухомих пам'яток України. Про це заявив депутат Київської міської ради Владислав Трубіцин. За його словами, це один з багатьох культурних та цікавих об'єктів, які зачаровують містян та туристів своїм виглядом. Проте Девіаційна вежа не має статусу пам'ятки.

## Як дістатися до башти
Через те, що вежа знаходиться посеред річки між Осокорками і Жукового острова, дістатися до неї не так просто. Це ціла пригода. До цього об'єкту найкраще добиратися в плав на човні або байдарці, або на каяку і так далі. Всім, хто сплавляється по річці біля Південного моста, рекомендуємо відвідати цю локацію.
Дістатися сюди можна від метро Славутич вплав. Для цього можна прямо на пляжі взяти напрокат байдарку або каное.
Також взимку з Корчуватого можна дійти до Девіаційній вежі по льоду. Однак робити це потрібно дуже обережно.